# Sławomir Maciejowski
Sławomir Maciejowski (ur. 16 stycznia 1951 w Płocku, zm. 4 stycznia 2023) – polski wioślarz, olimpijczyk z Monachium 1972.

## Kariera
Swoją karierę sportową rozpoczął w 1966 roku w Płockim Towarzystwie Wioślarskim jako młodzik. W 1968, razem z kolegami z osady złożonej w całości z zawodników Płocki Klub Wioślarski "Budowlani”,  reprezentował Polskę podczas "Regat Przyjaźni" w miejscowości Jajce. Następnie został partnerem Grzegorza Stellaka w dwójce ze sternikiem. Wspólnie reprezentowali Polskę w regatach międzynarodowych, m.in. w meczach międzypaństwowych m.in. z Niemiecką Republiką Demokratyczną, Węgrami. W 1969 w Neapolu na mistrzostwach świata juniorów zdobył srebrny medal Mistrzostw FISA. W tym samym roku został powołany do kadry olimpijskiej.
Na igrzyskach olimpijskich w 1972 wystartował w ósemce (partnerami byli: Jerzy Ulczyński, Krzysztof Marek, Jan Młodzikowski, Grzegorz Stellak, Marian Drażdżewski, Ryszard Giło, Marian Siejkowski, Ryszard Kubiak). Polska osada zajęła 6. miejsce.
Po zakończeniu służby wojskowej powrócił do Płocka, gdzie dalszą karierą sportową kontynuował w macierzystym klubie. W 1973 w składzie klubowej osady – czwórki ze sternikiem (Stanisław Bartkowski, Bogdan Łopata, Maciej Woliński, Mieczysław Welenc, sternik Włodzimierz Chmielewski) startował w mistrzostwach Europy w Moskwie (osada zakończyła start w eliminacjach), a w mistrzostwach świata w 1975 roku w Nottingham w składzie ósemki zajął X miejsce. W trakcie kariery sportowej w kategorii seniorów zdobył cztery tytuły mistrza Polski, cztery srebrne medale i jeden brązowy. Karierę sportową zakończył w 1978 roku. Po zakończeniu czynnego uprawiania wioślarstwa, pozostał związany z wioślarstwem życia. W PTW pełnił różne funkcje społeczne jako członek Zarządu, a także jako pracownik klubu.
Był zawodnikiem Płockiego Towarzystwa Wioślarskiego, a następnie Zawiszy Bydgoszcz.